# Calathusa brehoa
Calathusa brehoa är en fjärilsart som beskrevs av Holloway 1979. Calathusa brehoa ingår i släktet Calathusa och familjen trågspinnare. Inga underarter finns listade i Catalogue of Life.